# Wilhelm Zimmer (Politiker)
Wilhelm Zimmer (* 2. Dezember 1864 in Hönigsdorf, Landkreis Grottkau, Provinz Schlesien; † nach 1945) war ein deutscher Politiker (Zentrum).

## Leben
Wilhelm Zimmer wurde als Sohn des königlich preußischen Majors und Landrats Arthur Zimmer geboren.
Er studierte Jura an den Universitäten Breslau, Bonn und Tübingen. Seit dem Studium war er Mitglied der katholischen Studentenverbindungen KDStV Winfridia Breslau (ab 1882) und AV Guestfalia Tübingen, jeweils im CV. Nach dem Studium wurde er zum Doktor der Rechte promoviert.
1896 wurde er Amtsrichter in Haynau in Niederschlesien und übernahm das väterliche Rittergut Hönigsdorf. 1903 wurde er Landrichter in Brieg.
Von 1908 bis 1918 war er Mitglied des Preußischen Abgeordnetenhauses. Er vertrat dabei den Wahlkreis Regierungsbezirk Oppeln 10 (Neisse, Grottkau bzw. Stadtkreis und Landkreis Neisse, Grottkau).